# Microryzomys
Microryzomys és un gènere de rosegadors de la família dels cricètids. Les espècies d'aquest grup són oriündes de Sud-amèrica. Tenen el pelatge suau i de color marró. Assoleixen una llargada de cap a gropa de 6–10 cm i una cua de 9–13 cm. Els seus hàbitats naturals són els boscos i herbassars humits situats a altituds d'entre 2.000 i 4.000 msnm. El nom genèric Microryzomys significa ‘ratolí d'arrossar petit’ en llatí.